# Велика Ухолода
Велика Ухолода (біл. вёска Вялікая Ўхалода) — село в складі Борисовського району Мінської області, Білорусь. Село належало Метченській сільській раді, розташоване в східній частині області.